# Werner Berges

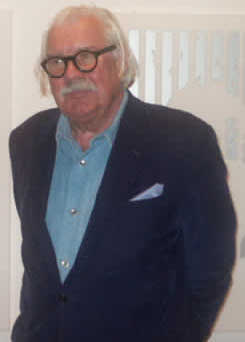
Berges in Emmerik, 2007

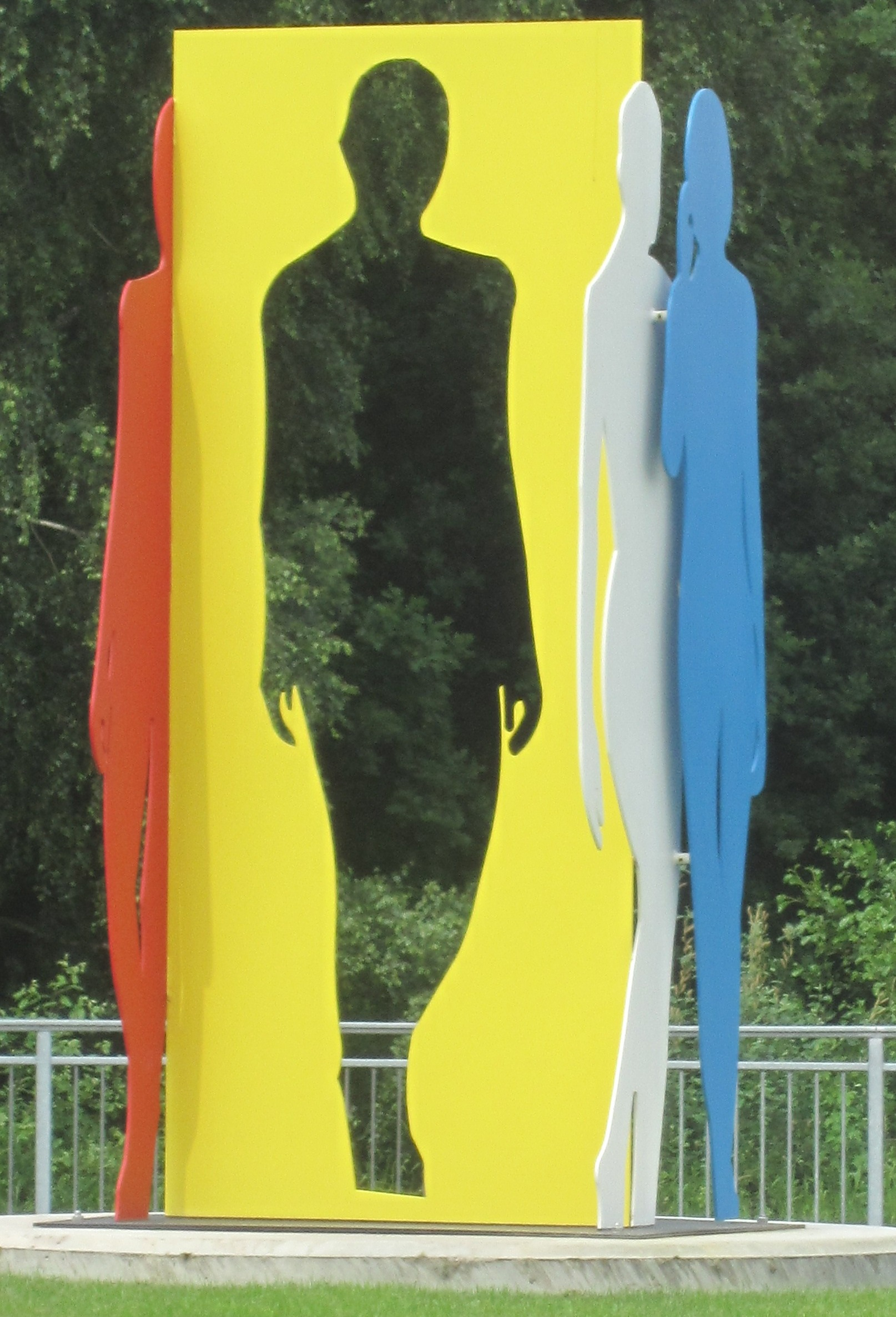
Sculptuur van Berges in Lohne, Duitsland

Werner Berges (Cloppenburg,  7 december 1941 – Schallstadt, 26 oktober 2017) was een Duits popart-graficus en kunstschilder.

## Werk
Veel van zijn grafisch werk is figuratief en bestaat uit gestileerde portretten en omtrekken van vrouwen. De contouren zijn ingevuld met een vrije kleurkeuze. In zijn schilderijen kiest hij voor een meer expressionistische benadering van het schilderkunstige beeld met een minder grafische maar duidelijk meer picturale werkwijze. 

## Opleiding
Van 1960 tot 1963 aan de Hochschule für Künste in Bremen bij Johannes Schreiter. Van 1963 tot 1968 studeerde hij aan de Universität der Künste in Berlijn bij Alexander Camaro. Na lange tijd als grafisch kunstenaar in Berlijn kunstenaar te hebben gewerkt, woonde en werkte hij in  Schallstadt bij Freiburg en Cadaqués in Spanje.
Hij was lid van de Duitse Künstlerbund en van de kunstenaarsvereniging in  Baden-Württemberg.
Berges exposeerde de laatste 15 jaar in het Wiesbadense DavisKlemmGallery.
Hij overleed in 2017 op 75-jarige leeftijd.

## Tentoonstellingen
Een beknopt overzicht van zijn solo-tentoonstellingen
- 1965: Museumsdorf Cloppenburg
- 1984: Galerie Eude, Barcelona
- 1999: Kunsthaus Grenchen
- 1998: Kunstforum Zürich
- 2002: Stadtmuseum Oldenburg
- 2007: PAN-kunstforum Emmerik
- 2008: Morat-Institut
- 2011: Neuffer am Park Kunsthalle, Pirmasens
- 2012: Kunst+Kultur-Kreis Damme e.V., Damme, Lohne, Steinfeld
- 2014: Hackstück # 4 Werner Berges: Das druckgrafische Werk, Wilhelm-Hack-Museum, Ludwigshafen am Rhein
- 2016: Werner Berges Imaginationen - Arbeiten auf Papier, Museumsverbund Nordfriesland, Schloss vor Husum, Husum

## Onderscheidingen en prijzen
- 1965 - 2e prijs voor schilderkunst, Neues Forum, Bremen
- 1967 - Burda prijs voor grafiek, München
- 1970 - Prijs van de Oldenburgstichting, Oldenburg
- 1981 - Regioprijs van der Handel, Bazel
- 1985 - Stipendium van de Djerassi-Foundation Woodside, Californië